# Джузеппе Меацца
Джузе́ппе Меа́цца (італ. Giuseppe Meazza; 23 серпня 1910, Мілан — 21 серпня 1979, Рапалло) — колишній італійський футболіст, нападник. По завершенні ігрової кар'єри — тренер.

## Клубна кар'єра
У дорослому футболі дебютував 1927 року виступами за команду клубу «Інтернаціонале» з рідного Мілана, в якій протягом двох сезонів взяв участь у 62 матчах чемпіонату.
Сезон 1929-30 команда розпочала під назвою «Амброзіана-Інтер» у новоствореній Серії A і стала першим в історії переможцем цього змагання. Внесок Меацци у перемогу команди був досить вагомим — 31 гол, забитий ним у ворота суперників, зробив його не лише найкращим голеодором команди, але й найкращим бомбардиром сезону взагалі. Протягом наступних десяти сезонів, проведених у складі «Амброзіани-Інтера», лишався ключовою фігурою нападу міланців, маючи середню результативність на рівні 0,68 голу за гру першості.
Згодом з 1940 по 1946 рік грав у складі команд клубів «Мілан», «Ювентус», «Варезе» та «Аталанта».
В останній команді виступав як граючий тренер. 1946 року повернувся до «Інтернаціонале», де 36-річний футболіст також не лише очолив тренерський штаб команди, але й провів в сезоні 1946-47 свої останні 17 матчів на футбольному полі. Усього в чемпіонатах Італії провів за «Інтернаціонале» 365 матчів, в яких 243 рази відзначався забитими голами.

## Виступи за збірну
1930 року дебютував в офіційних матчах у складі національної збірної Італії.
У складі збірної був учасником домашнього чемпіонату світу 1934 року, де команда здобула золоті нагороди, а Меацца був визнаний найкращим гравцем турніру.
На наступному чемпіонату світу 1938 року у Франції допоміг команді захистити звання найсильнішої збірної планети.
Усього протягом кар'єри у збірній, яка тривала 10 років, провів у формі головної команди країни 53 матчі, забивши 33 голи (другий результат в історії національної команди).

## Кар'єра тренера
Розпочав тренерську кар'єру, ще продовжуючи грати на полі, 1945 року, очоливши тренерський штаб клубу «Аталанта».
За рік, повернувшись до рідного «Інтернаціонале», також поєднував обов'язки головного тренера з виступами на ігровому полі.
1949 року очолював турецький «Бешикташ», згодом був головним тренером «Про Патрія». 1952 року отримав запрошення увійти до тренерського штабу збірної Італії. Тренерський тандем Меацци з П'єркарло Береттою очолював національну команду до 1953 року, зокрема під час футбольного турніру на Олімпійських іграх 1952 року у Гельсінкі.
Останнім місцем тренерської роботи Меацци був рідний «Інтернаціонале», де протягом 1955—1956 він очолював головну команду, а у 1957 опікувався юнаками.

## Статистика виступів

### Статистика клубних виступів
| Сезон                      | Команда                    | Чемпіонат                  | Чемпіонат | Чемпіонат | Національний кубок | Національний кубок | Національний кубок | Континентальні кубки | Континентальні кубки | Континентальні кубки | Усього | Усього |
| Сезон                      | Команда                    | Ліга                       | Ігри      | Голи      | Ліга               | Ігри               | Голи               | Ліга                 | Ігри                 | Голи                 | Ігри   | Голи   |
| -------------------------- | -------------------------- | -------------------------- | --------- | --------- | ------------------ | ------------------ | ------------------ | -------------------- | -------------------- | -------------------- | ------ | ------ |
| 1927-28                    | «Інтернаціонале»           | ЧІ                         | 33        | 12        | —                  | —                  | —                  | —                    | —                    | —                    | 33     | 12     |
| 1928-29                    | «Амброзіана»               | ЧІ                         | 29        | 33        | —                  | —                  | —                  | —                    | —                    | —                    | 29     | 33     |
| 1929-30                    | «Амброзіана-Інтер»         | A                          | 33        | 31        | —                  | —                  | —                  | —                    | —                    | —                    | 33     | 31     |
| 1930-31                    | «Амброзіана-Інтер»         | A                          | 34        | 24        | —                  | —                  | —                  | КЦЄ                  | 6                    | 7                    | 40     | 31     |
| 1931-32                    | «Амброзіана-Інтер»         | A                          | 28        | 21        | —                  | —                  | —                  | —                    | —                    | —                    | 28     | 21     |
| 1932-33                    | «Амброзіана-Інтер»         | A                          | 32        | 20        | —                  | —                  | —                  | —                    | —                    | —                    | 32     | 20     |
| 1933-34                    | «Амброзіана-Інтер»         | A                          | 32        | 21        | —                  | —                  | —                  | КЦЄ                  | 6                    | 5                    | 38     | 26     |
| 1934-35                    | «Амброзіана-Інтер»         | A                          | 30        | 19        | —                  | —                  | —                  | КЦЄ                  | 2                    | 3                    | 32     | 22     |
| 1935-36                    | «Амброзіана-Інтер»         | A                          | 29        | 25        | КІ                 | 2                  | 1                  | КЦЄ                  | 2                    | 2                    | 33     | 28     |
| 1936-37                    | «Амброзіана-Інтер»         | A                          | 26        | 11        | КІ                 | 4                  | 3                  | КЦЄ                  | 6                    | 10                   | 36     | 24     |
| 1937-38                    | «Амброзіана-Інтер»         | A                          | 26        | 20        | КІ                 | 4                  | 8                  | КЦЄ                  | —                    | —                    | 30     | 28     |
| 1938-39                    | «Амброзіана-Інтер»         | A                          | 16        | 4         | КІ                 | 6                  | —                  | КЦЄ                  | 4                    | 2                    | 26     | 6      |
| 1939-40                    | «Амброзіана-Інтер»         | A                          | —         | —         | КІ                 | —                  | —                  | КЦЄ                  | 1                    | —                    | 1      | -      |
| 1940-41                    | «Мілан»                    | A                          | 14        | 6         | КІ                 | 1                  | —                  | —                    | —                    | —                    | 15     | 6      |
| 1941-42                    | «Мілан»                    | A                          | 23        | 3         | КІ                 | 4                  | 2                  | —                    | —                    | —                    | 27     | 5      |
| Усього за «Мілан»          | Усього за «Мілан»          | Усього за «Мілан»          | 37        | 9         |                    | 5                  | 2                  |                      | —                    | —                    | 42     | 11     |
| 1942-43                    | «Ювентус»                  | A                          | 27        | 10        | КІ                 | —                  | —                  | —                    | —                    | —                    | 27     | 10     |
| 1944                       | «Варезе»                   | ЧІ                         | 20        | 7         | —                  | —                  | —                  | —                    | —                    | —                    | 20     | 7      |
| 1945-46                    | «Аталанта»                 | ЧІ                         | 14        | 2         | —                  | —                  | —                  | —                    | —                    | —                    | 14     | 2      |
| 1946-47                    | «Інтернаціонале»           | A                          | 17        | 2         | —                  | —                  | —                  | —                    |                      | —                    | 17     | 2      |
| Усього за «Інтернаціонале» | Усього за «Інтернаціонале» | Усього за «Інтернаціонале» | 365       | 243       |                    | 16                 | 12                 |                      | 27                   | 29                   | 408    | 284    |
| Усього                     | Усього                     | Усього                     | 429       | 262       |                    | 21                 | 14                 |                      | 27                   | 29                   | 477    | 305    |

### Статистика виступів за збірну
| Дата       | Місто              | Господарі         | Результат  | Гості          | Турнір                   | Голи | Примітки       |
| ---------- | ------------------ | ----------------- | ---------- | -------------- | ------------------------ | ---- | -------------- |
| 09/02/1930 | Рим                | Італія            | 4 – 2      | Швейцарія      | товариський матч         | 2    |                |
| 02/03/1930 | Франкфурт-на-Майні | Німеччина         | 0 – 2      | Італія         | товариський матч         | 1    |                |
| 06/04/1930 | Амстердам          | Нідерланди        | 1 – 1      | Італія         | товариський матч         | -    |                |
| 11/05/1930 | Будапешт           | Угорщина          | 0 – 5      | Італія         | Кубок Центральної Європи | 3    |                |
| 22/06/1930 | Болонья            | Італія            | 2 – 3      | Іспанія        | товариський матч         | -    |                |
| 25/01/1931 | Болонья            | Італія            | 5 – 0      | Франція        | товариський матч         | 3    |                |
| 22/02/1931 | Мілан              | Італія            | 2 – 1      | Австрія        | Кубок Центральної Європи | 1    |                |
| 29/03/1931 | Берн               | Швейцарія         | 1 – 1      | Італія         | Кубок Центральної Європи | -    |                |
| 19/04/1931 | Більбао            | Іспанія           | 0 – 0      | Італія         | товариський матч         | -    |                |
| 20/05/1931 | Рим                | Італія            | 3 – 0      | Шотландія      | товариський матч         | 1    |                |
| 15/11/1931 | Рим                | Італія            | 2 – 2      | Чехословаччина | Кубок Центральної Європи | -    |                |
| 20/03/1932 | Відень             | Австрія           | 2 – 1      | Італія         | Кубок Центральної Європи | 1    |                |
| 08/05/1932 | Будапешт           | Угорщина          | 1 – 1      | Італія         | Кубок Центральної Європи | -    |                |
| 28/10/1932 | Прага              | Чехословаччина    | 2 – 1      | Італія         | Кубок Центральної Європи | -    |                |
| 27/11/1932 | Мілан              | Італія            | 4 – 2      | Угорщина       | товариський матч         | 1    |                |
| 01/01/1933 | Болонья            | Італія            | 3 – 1      | Німеччина      | товариський матч         | 1    |                |
| 12/02/1933 | Брюссель           | Бельгія           | 2 – 3      | Італія         | товариський матч         | 2    |                |
| 02/04/1933 | Женева             | Швейцарія         | 0 – 3      | Італія         | Кубок Центральної Європи | 1    |                |
| 13/05/1933 | Рим                | Італія            | 1 – 1      | Англія         | товариський матч         | -    |                |
| 03/12/1933 | Флоренція          | Італія            | 5 – 2      | Швейцарія      | Кубок Центральної Європи | 1    |                |
| 11/02/1934 | Турин              | Італія            | 2 – 4      | Австрія        | Кубок Центральної Європи | -    |                |
| 25/03/1934 | Мілан              | Італія            | 4 – 0      | Греція         | Відбір до ЧС 1934        | 2    |                |
| 27/05/1934 | Рим                | Італія            | 7 – 1      | США            | ЧС 1934 - 1/8 фіналу     | 1    |                |
| 31/05/1934 | Флоренція          | Італія            | 1 – 1 д.ч. | Іспанія        | ЧС 1934 - чвертьфінал    | -    |                |
| 01/06/1934 | Флоренція          | Італія            | 1 – 0      | Іспанія        | ЧС 1934 - чвертьфінал    | 1    |                |
| 03/06/1934 | Мілан              | Італія            | 1 – 0      | Австрія        | ЧС 1934 - півфінал       | -    |                |
| 10/06/1934 | Рим                | Італія            | 2 – 1 д.ч. | Чехословаччина | ЧС 1934 - Фінал          | -    | чемпіони світу |
| 14/11/1934 | Лондон             | Англія            | 3 – 2      | Італія         | товариський матч         | 2    |                |
| 09/12/1934 | Мілан              | Італія            | 4 – 2      | Угорщина       | товариський матч         | 1    |                |
| 17/02/1935 | Рим                | Італія            | 2 – 1      | Франція        | товариський матч         | 2    |                |
| 27/10/1935 | Прага              | Чехословаччина    | 2 – 1      | Італія         | Кубок Центральної Європи | -    |                |
| 24/11/1935 | Мілан              | Італія            | 2 – 2      | Угорщина       | Кубок Центральної Європи | -    |                |
| 05/04/1936 | Цюрих              | Швейцарія         | 1 – 2      | Італія         | товариський матч         | -    |                |
| 17/05/1936 | Рим                | Італія            | 2 – 2      | Австрія        | товариський матч         | -    |                |
| 31/05/1936 | Будапешт           | Угорщина          | 1 – 2      | Італія         | товариський матч         | 1    |                |
| 25/10/1936 | Мілан              | Італія            | 4 – 2      | Швейцарія      | Кубок Центральної Європи | 1    |                |
| 25/04/1937 | Турин              | Італія            | 2 – 0      | Угорщина       | Кубок Центральної Європи | -    |                |
| 23/05/1937 | Прага              | Чехословаччина    | 0 – 1      | Італія         | Кубок Центральної Європи | -    |                |
| 27/05/1937 | Осло               | Норвегія          | 1 – 3      | Італія         | товариський матч         | 1    |                |
| 31/10/1937 | Женева             | Швейцарія         | 2 – 2      | Італія         | Кубок Центральної Європи | -    |                |
| 05/12/1937 | Париж              | Франція           | 0 – 0      | Італія         | товариський матч         | -    |                |
| 15/05/1938 | Мілан              | Італія            | 6 – 1      | Бельгія        | товариський матч         | 1    |                |
| 22/05/1938 | Генуя              | Італія            | 4 – 0      | Югославія      | товариський матч         | 1    |                |
| 05/06/1938 | Марсель            | Норвегія          | 1 – 2 д.ч. | Італія         | ЧС 1938 - 1/8 фіналу     | -    |                |
| 12/06/1938 | Париж              | Франція           | 1 – 3      | Італія         | ЧС 1938 - чвертьфінал    | -    |                |
| 16/06/1938 | Марсель            | Бразилія          | 1 – 2      | Італія         | ЧС 1938 - півфінал       | 1    |                |
| 19/06/1938 | Париж              | Угорщина          | 2 – 4      | Італія         | ЧС 1938 - Фінал          | -    | чемпіони світу |
| 26/03/1939 | Флоренція          | Італія            | 3 – 2      | Німеччина      | товариський матч         | -    |                |
| 13/05/1939 | Мілан              | Італія            | 2 – 2      | Англія         | товариський матч         | -    |                |
| 04/06/1939 | Белград            | Югославія         | 1 – 2      | Італія         | товариський матч         | -    |                |
| 08/06/1939 | Будапешт           | Угорщина          | 1 – 3      | Італія         | товариський матч         | -    |                |
| 11/06/1939 | Бухарест           | Румунія           | 0 – 1      | Італія         | товариський матч         | -    |                |
| 20/07/1939 | Гельсінкі          | Фінляндія         | 2 – 3      | Італія         | товариський матч         | -    |                |
| Усього     |                    | Матчів (39 місце) | 53         |                | Голів (2 місце)          | 33   |                |

## Титули та досягнення

### Командні
- Чемпіон Італії (3):

«Інтернаціонале»: 1929-30, 1937-38, 1939-40
- Володар Кубка Італії (1):

«Інтернаціонале»: 1938-39
- Чемпіон світу (2):

 Італія: 1934, 1938

### Особисті
- Найкращий футболіст чемпіонату світу (1):

1934
- Найкращий бомбардир сезону в Серії A (3):

1929-30 (31), 1935-36 (25), 1937-38 (20)
- Найкращий бомбардир чемпіонату Італії (до впровадження системи футбольних ліг) (1):

1928-29 (38)